# Acta Physiologica
Acta Physiologica is een internationaal, aan collegiale toetsing onderworpen wetenschappelijk tijdschrift op het gebied van de fysiologie. De naam wordt in literatuurverwijzingen meestal afgekort tot Acta Physiol. Het wordt uitgegeven door Wiley-Blackwell namens de Scandinavian Society for Physiology en verschijnt maandelijks.
Het tijdschrift is in 1889 opgericht onder de naam Skandinavisches Archiv für Physiologie. Van 1940 tot 2005 was de naam Acta Physiologica Scandinavica. In de beginjaren werden alle artikelen in het Duits geschreven; later is het blad geleidelijk overgegaan op het Engels.